# Diarsia florida
Diarsia florida is een vlinder uit de familie uilen (Noctuidae). De wetenschappelijke naam is voor het eerst geldig gepubliceerd in 1859 door F. Schmidt.
De soort komt voor in Europa.